# LG Optimus Q
LG Optimus Q, anche conosciuto come LG LU2300 è uno smartphone di fascia alta prodotto da LG Electronics per il mercato sud coreano. È il primo LG di fascia alta con a bordo il sistema operativo Android.
Il telefono dispone di una tastiera slide-out QWERTY, ed un display touchscreen capacitivo.